# Heinz Kohlhaas
Heinrich „Heinz“ Kohlhaas (* 20. Juli 1912 in Hamm; † 2. Januar 1993 in Walpole, New Hampshire) war ein deutscher Boxer.

## Biografie
Heinz (Henry) Kohlhaas, Bronzemedaillengewinner bei den Olympischen Spielen 1932, wurde am 20. Juli 1912 in Hamm, Westfalen, als Sohn von Bernhardt und Maria Kohlhaas geboren und lebte in Hoboken, N. J., Fairlawn, N. J. und Weehawken, N. J., bevor er 1963 nach Walpole zog. Er starb am 2. Januar 1993 im Alter von 80 Jahren im Cheshire Medical Center in Keene, Walpole.
Mit 17 Jahren begann er eine lange Boxkarriere und wurde 1931 zum deutschen Amateur-Schwergewichts-Champion gekrönt.
Als Mitglied der deutschen Boxmannschaft gewann er bei den Olympischen Spielen 1932 in Los Angeles eine Bronzemedaille. Er war zudem ein Golden Gloves Schwergewichts-Champion.
H. Kohlhaas, trat bei den Olympischen Sommerspielen 1932 in Los Angeles im Schwergewicht an. In der ersten Runde unterlag er dem Kanadier George Maughan.
1935 wanderte H. Kohlhaas in die Vereinigten Staaten aus und zog nach Hoboken, wo er seine Boxkarriere unter dem legendären Kampfmanager Joe Jacobs fortsetzte. Er kämpfte in vielen Vorrunden unter berühmten  Boxern wie Joe Louis, Primo Carnera, Max Baer und Max Schmeling. Er war auch Sparringspartner für Louis und Schmeling. Mit Schmeling verband ihn eine langjährige Freundschaft.
1944 trat er der US-Marine bei und diente an Bord der USS Endicott in Puerto Rico. 1945 wurde er entlassen. H. Kohlhaas absolvierte die Delahanty Police Academy in New York City und war vier Jahre lang Hoboken-Polizist. Er hatte auch Putz- und Mauerwerk studiert und war als Handwerksmeister zertifiziert. 1977 ging er in den Ruhestand, nachdem er 14 Jahre bei Hubbard Farms in Walpole gearbeitet hatte.
H. Kohlhaas war Mitglied der Euclid Masonic Lodge 136 in Hoboken (Freimaurer Gesellschaft), Mitglied und ehemaliger Meister der St. Paul’s Masonic Lodge 30 in Langdon, Mitglied und Hohepriester der Royal Arch Masons in Pentalpa Chapter 11 (Steinmetze für königliche Gewölbe), Mitglied und ausgewählter Meister des Warren Council 5, und ein Tempelritter im Pilgrim Commandery 16 in Jersey City, New Jersey.
Des Weiteren war er Berater für Leichtathletik der Alexander Hamilton Ortsgruppe von DeMolay in Union City. Von 1978 bis 1979 war er ein großartiger Verwalter des Grand Lodge (Große Freimaurerloge) und Mitglied des Sullivan-Hugh dePayes Commandery in Claremont, der Cheshire-Webb Chapter 4 Royal Arch Masons (Freimaurer königlicher Gewölbe) und der Columbian-St. John Council 2 Cryptic Masons (Kirchenrat, Geheime Freimaurer), alle in Claremont.
Er spielte eine wichtige Rolle beim Bau des neuen Freimaurertempels in Langdon, von der Beschaffung von Spenden bis zum Aufbringen des Stucks auf der Vorderseite des Gebäudes.
Er war langjähriger Treuhänder des Fritz Reuter Alten Heim in Union City und Mitglied der Ersten Kongregationskirche in Walpole (Erste Gemeindekirche) Veterans of Foreign Wars Post 4354 in Alstead (Veteranen von Auslandskriegen), der Walpole American Legion post (Amerikanische Legionsposten von Walepole) und der Walpole Society for Bringing to Justice Horse Thieves and Pilferers (Verband für das Anklagen von Pferdedieben und Plünderer in Walepole).
Zu seinen Hinterbliebenen gehören seine Frau Ingeborg (Ahrendt) Kohlhaas aus Walpole, mit der er 42 Jahre verheiratet war;  zwei Söhne, Henry P. Kohlhaas aus Kentucky und Leonard J. Kohlhaas aus Israel;  zwei Töchter, Inge Cummings aus Monterey, Ind., und Paula Clipper aus Owings, Md.;  seine Schwester Christine „Christel“ Demmer aus Hamm, Deutschland; acht Enkelkinder und mehrere Nichten und Neffen.